# 澳洲華裔小姐競選
澳洲華裔小姐競選（Miss Australia Chinese Pageant）是電視廣播（澳洲）有限公司（澳洲TVB）主辦每年一度澳洲地區選美賽事，每年澳洲華裔小姐三甲代表將會代表澳洲參選國際中華小姐競選賽事。前身分別有悉尼華裔小姐競選及墨爾本華裔小姐競選；2014年起合併及改名為澳洲華裔小姐競選，且加入布里斯班、阿德萊德及柏斯賽區佳麗一同參賽，
2017年阿德萊德賽區沒有派出佳麗參賽。

## 歷屆比賽賽果

### 2009-2013年

#### 悉尼
| 年份 | 舉行日期 | 冠軍   | 亞軍   | 季軍      | 最上鏡小姐 | 友誼小姐 | 其它獎項              |
| 2009 | 11月6日  | 陸曼   | 柯佩彤 | 游咏      | 柯佩彤     | 陸禕     |                       |
| 2010 | 7月31日  | 劉欣欣 | 何焯文 | 魏然      | 劉帆       | 袁雯     | - 慈善小姐：袁雯      |
| 2011 | 7月16日  | 劉夢倩 | 鄧曉霖 | 張心慰    | 張佳怡     | 張心慰   | - 慈善小姐：潘伊婷    |
| 2012 | 7月28日  | 劉夢涵 | 李嘉怡 | 黃詩曄    | 劉夢涵     | 吳潁心   | - 慈善小姐：張佳怡    |
| 2013 | 7月14日  | 戴婕菲 | 劉韻怡 | 莫妮卡·李 | 戴婕菲     | 周澧婷   | - 慈善小姐：莫妮卡·李 |

#### 墨爾本
| 年份 | 舉行日期 | 冠軍   | 亞軍   | 季軍   | 最上鏡小姐 | 友誼小姐 | 其它獎項 |
| 2009 | 7月25日  | 王美艷 | 彭伊茹 | 林佳慧 | 彭伊茹     | 張夢璐   |          |
| 2010 | 12月10日 | 文雅   | 林夢   | 徐鋮   | 文雅       | 姜海琳   |          |
| 2011 | 10月14日 | 馬穎杰 | 林佳慧 | 黃冰潔 | 黃冰潔     | 陳寳昕   |          |
| 2012 | 10月27日 | 蔡潔   | 孫可   | 張緒   | 蔡潔       | 陳嘉鳳   |          |
| 2013 | 11月10日 | 張雅旻 | 張清   | 蘆茂清 | 蘆茂清     | 蘆茂清   |          |

### 2014年至今
| 年份 | 舉行日期 | 冠軍                 | 亞軍                | 季軍                | 最上鏡小姐          | 友誼小姐            | 其它獎項                      |
| 2014 | 10月27日 | 蔡美霆 （悉尼）      | 葉靈夢竹 （墨爾本） | 甘沛鈺 （墨爾本）   | 沈蘊初 （悉尼）     | 李渼琦 （布里斯班） | *星港華裔大使：沈蘊初（悉尼） |
| 2015 | 10月12日 | 欒添 （墨爾本）      | 陳海倫 （墨爾本）   | 蘇雙兒 （布里斯班） | 倪夢蝶 （阿德雷德） | 周穎心 （布里斯班） |                               |
| 2016 | 10月5日  | 欣卉 （悉尼）        | 戎瑀 （墨爾本）     | 馬晨 （墨爾本）     | 戎瑀 （墨爾本）     | 姜芷君 （布里斯班） |                               |
| 2017 | 10月26日 | 史孟冰 （悉尼）      | 孟鈺 （悉尼）       | 周寰 （布里斯班）   | 史孟冰 （悉尼）     | 戴舒琪 （悉尼）     | *慈善小姐：孟鈺（悉尼）       |
| 2018 | 10月12日 | 謝曉穎 （阿德萊德 ） | 朱彥雙 （悉尼）     | 蔡麗欣 （悉尼）     | 王嘉婕 （悉尼）     | 裴美琪 （布里斯班） |                               |
| 2019 | 10月17日 | 沈蘊初 （珀斯）      | 孫涵秋 （墨爾本）   | 何詩 （墨爾本）     | 孫涵秋 （墨爾本）   | 沈蘊初 （珀斯）     |                               |
| 2021 | 4月27日  | 鄭致寧（悉尼）       | 余佳 （墨爾本）     | 夏美 （阿德萊德 ）  | 邱雅田 （堪培拉）   | 劉洛伊 （墨爾本）   | *慈善小姐：鄭致寧（悉尼）     |

## 參選名單

### 2000-2013年

#### 悉尼
| 年份 | 1      | 2      | 3        | 4      | 5      | 6      | 7      | 8      | 9      | 10     | 11     | 12     | 13   | 14     | 15     | 16   | 17   | 18     |
| 2000 | 朱磊   | 歐洋   | 孫碩果   | 袁婧   | 田菲   | 鮑飛鳳 | 梁珊妮 | 吳奕   | 趙婉亦 | 蘇冰   | 陳俏   | 丁燕蕾 |      |        |        |      |      |        |
| 2001 | 李倩   | 秦璐   | 李宜修   | 楊娟娟 | 伍思蓓 | 胡文穎 | 劉梓嬌 | 溫伊薇 | 蒲依靈 | 李瀅   | 何文虹 | 劉揚   |      |        |        |      |      |        |
| 2002 | 張冉   | 鄺韻凌 | 龔乃馨   | 沈鑫麗 | 秦毓璘 | 朱瓊   | 戴慧君 | 孫圓   | 汪鑫   | 宋夢思 | 杜櫻   | 胡慧筠 |      |        |        |      |      |        |
| 2003 | 陳慧玲 | 王婧瑋 | 袁點     | 王欣儀 | 王雲仙 | 徐珂   | 欒諾   | 李音知 | 黃慧璣 | 俞麗敏 | 林嘉琪 | 范姍姍 |      |        |        |      |      |        |
| 2004 | 停辦   | 停辦   | 停辦     | 停辦   | 停辦   | 停辦   | 停辦   | 停辦   | 停辦   | 停辦   | 停辦   | 停辦   |      |        |        |      |      |        |
| 2005 | 黎凱琳 | 許卉   | 趙鸞儀   | 吳雪莉 | 梅雙   | 俞以淇 | 田園   | 張滴   | 左安娜 | 高婭   | 都嘉   | 車瀠霏 |      |        |        |      |      |        |
| 2006 | 宋熙年 | 李夢   | 東方曦子 | 李薇   | 周穎卿 | 吳今今 | 何佩瑩 | 石佩蓉 | 劉杰   | 李琨   | 李瓅   | 林琳   |      |        |        |      |      |        |
| 2007 | 韓曉丹 | 潘倩雯 | 李凱伊   | 余麗炫 | 張珮儀 | 林思韻 | 黃鈺心 | 周亞納 | 陳靜   | 王夢洋 | 錢堯君 | 楊知韻 | 鄭妤 | 胡如雲 | 曾家歡 | 巢虹 | 吳笑 | 林沁妍 |
| 2008 | 王薔   | 曹嫿   | 蘇俊雅   | 牟楠希 | 雷蕾   | 鐘楚婷 | 陳宵宵 | 張月君 | 鄭雪   | 何嘉泳 | 範嘉琳 | 王昕妍 |      |        |        |      |      |        |
| 2009 | 王圓婷 | 錢倩   | 陳芳媛   | 游詠   | 柯佩彤 | 陸禕   | 羅媛婷 | 趙藝凡 | 鄭嘉惠 | 王晶晶 | 王嚴婷 | 陸曼   |      |        |        |      |      |        |
| 2010 | 蔡沚桐 | 陳美芝 | 麥佩詩   | 劉帆   | 袁雯倩 | 劉欣欣 | 董莉婭 | 李之惠 | 吳天尤 | 王嚴婷 | 魏然   | 何焯文 |      |        |        |      |      |        |
| 2011 | 張佳怡 | 魏滌   | 鄭文佳   | 陳婕   | 潘伊婷 | 陳安琪 | 劉夢倩 | 吳迪雅 | 鄧曉霖 | 張心慰 | 王蘭若 | 胡燕娜 |      |        |        |      |      |        |
| 2012 | 張瓅   | 黃詩曄 | 榮洋     | 馬詠淇 | 譚淑善 | 李嘉怡 | 吳潁心 | 張佳怡 | 林詩韻 | 劉夢涵 | 王曼芝 | 黃靖   |      |        |        |      |      |        |
| 2013 | 莫妮卡 | 吳夢怡 | 劉韻怡   | 吳艷華 | 翁麗莎 | 何芷君 | 戴婕菲 | 張麗娜 | 邢沐子 | 蘆悅   | 周澧婷 | 朱博文 |      |        |        |      |      |        |

#### 墨爾本
| 年份 | 1      | 2      | 3      | 4      | 5      | 6      | 7      | 8      | 9      | 10     | 11     | 12     |
| 2006 | 馮妙顏 | 關茗陽 | 江玨   | 羅和萍 | 張吉   | 魯思明 | 孟醇   | 雷嘉欣 | 趙妙晶 | 崔馨允 | 陳珮君 | 黎翠霞 |
| 2007 | 停辦   | 停辦   | 停辦   | 停辦   | 停辦   | 停辦   | 停辦   | 停辦   | 停辦   | 停辦   | 停辦   | 停辦   |
| 2008 | 王素清 | 彭文琦 | 陳賢聖 | 朱世祺 | 劉陽珺 | 楊紫嵐 | 許思敏 | 丁傑   | 蕭瑤沁 | 丁瑾倩 | 徐天愛 | 蘇瑞雪 |
| 2009 | 王夢洋 | 彭伊茹 | 王美艷 | 張夢真 | 劉燕璇 | 張夢璐 | 朱世禎 | 翟明珠 | 朱海娜 | 金瀲   | 林佳慧 | 張雪茵 |
| 2010 | 林夢   | 王健珍 | 黎美玲 | 盧樂婷 | 沈詩銘 | 劉蘇珊 | 徐鋮   | 余韻琪 | 蘇瑞雪 | 范文雅 | 竇爽   | 姜海琳 |
| 2011 | 肖凌雲 | 黃冰潔 | 林佳慧 | 陳寶昕 | 朱天瑜 | 曾穎   | 黎惠鈞 | 陳商儀 | 馮靜文 | 馬穎杰 | 陳雨瀟 | 胡妙華 |
| 2012 | 孫可及 | 左瑞   | 張緒   | 吳青   | 蔡潔   | 陳嘉鳳 | 趙夢佳 | 白玫   | 沈詩銘 | 陳萌   | 謝凱瑩 |        |
| 2013 | 田曉萌 | 陳慧珠 | 徐佳旎 | 陳燁   | 蘆茂清 | 李萌   | 吳濤   | 劉榕欣 | 吳穎嫺 | 張清   | 張雅旻 | 王黛怡 |

### 2014年至今
| 年份 | 1                   | 2                   | 3                   | 4                   | 5                        | 6                   | 7                   | 8                   | 9                   | 10                  | 11                | 12                  | 13                |
| 2014 | 蔣沁忻 （阿德雷德） | 張智婷 （布里斯班） | 李渼琦 （布里斯班） | 張凱雲 （墨爾本）   | 甘沛鈺 （墨爾本）        | 葉靈夢竹 （墨爾本） | 張詩敏 （柏斯）     | 林恩 （柏斯）       | 鄭如希 （柏斯）     | 蔡美霆 （悉尼）     | 鄺芷希 （悉尼）   | 沈蘊初 （悉尼）     | -                 |
| 2015 | 周穎心 （布里斯班） | 何詩樺 （悉尼）     | 康鸝 （悉尼）       | 黃嘉慧 （悉尼）     | 欒添 （墨爾本）          | 苗笛 （墨爾本）     | 繆心怡 （悉尼）     | 倪夢蝶 （阿德雷德） | 沈嬿 （悉尼）       | 蘇雙兒 （布里斯班） | 陳海倫 （墨爾本） | 王杰 （柏斯）       | -                 |
| 2016 | 陳泓宇 （墨爾本）   | 郝蘊晴 （悉尼）     | 姜芷君 （布里斯班） | 梁致欣 （悉尼）     | 羅婷婷 （阿德雷德）      | 馬晨 （墨爾本）     | 王菲 （柏斯）       | 戎瑀 （墨爾本）     | 童恬恬 （悉尼）     | 曉薇 （墨爾本）     | 欣卉 （悉尼）     | 張桐綺 （悉尼）     | -                 |
| 2017 | 戴舒琪 （悉尼）     | 周寰 （布里斯班）   | 孟崟 （墨爾本）     | 孟鈺 （悉尼）       | 妮卡·阿德力江 （墨爾本） | 彭思儀 （悉尼）     | 史孟冰 （悉尼）     | 戴毓藍 （墨爾本）   | 曾偉琪 （珀斯）     | 許天陽 （墨爾本）   | 楊家頤 （悉尼）   | 周曉慶 （布里斯班） | -                 |
| 2018 | 郭一諾 （墨爾本）   | 朱彥雙 （悉尼）     | 李丁 （墨爾本）     | 晏洋 （悉尼）       | 謝曉穎 （阿德萊德）      | 李天柔 （悉尼）     | 吳可溋 （墨爾本）   | 梁睿殷 （悉尼）     | 裴美琪 （布里斯班） | 蔡麗欣 （悉尼）     | 王嘉婕 （悉尼）   | 劉芳妤 （墨爾本）   | 李慧鈺 （珀斯）   |
| 2019 | 錢安琪 （珀斯）     | 苗馨月 （悉尼）     | 马慧仁 （悉尼）     | 黎乐儿 （悉尼）     | 邱雅田 （墨尔本）        | 何诗莹 （墨尔本）   | 沈蕴初 （珀斯）     | 平雨心 （悉尼）     | 孙涵秋 （墨尔本）   | 徐卓妍 （悉尼）     | 王曼子 （悉尼）   | 李羽姗 （布里斯班） |                   |
| 2021 | 李怡蕎 （墨爾本）   | 劉洛伊 （悉尼）     | 高文馨 （悉尼）     | 張菁驊 （布里斯班） | 任藝 （墨爾本）          | 鄭致寧 （悉尼）     | 王樂涵 （悉尼）     | 邱雅田 （堪培拉）   | 余佳 （墨爾本）     | 夏美 （阿德萊德）   | 顧佳蓉 （墨爾本） | 劉羽茜 （悉尼）     |                   |
| 2022 | 戴佳樂 （悉尼）     | 孫駿潔 （墨爾本）   | 楊紫媛 （墨爾本）   | 薛倩 （悉尼）       | 柴銘悅 （墨爾本）        | 周欣怡 （珀斯）     | 張嘉鳴 （阿德萊德） | 喬西美莎 （悉尼）   | 尹蕊 （墨爾本）     | 胡爽晨 （珀斯）     | 李沐磯 （墨爾本） | 孫曉昱 （悉尼）     | 王愛雯 （堪培拉） |

## 國際華裔小姐（1988－1989，1991－1993，1995，1997－2006）/ 國際中華小姐 （2007－2019）
| 年份 | 代表                | 代表                | 代表                | 獎項及附註 |
| 1988 | 陳馥荃 （墨尔本）   | 陈少兰 （布里斯班） | 姚道莹 （悉尼）     |            |
| 1989 | 朱惠芬 （布里斯班） | 黃美潔 （悉尼）     | 吳筱捷 （墨尔本）   |            |
| 1991 | 张慧君 （墨尔本）   | 梁冰 （悉尼）       |                     |            |
| 1992 | 陳麗璇 （布里斯班） | 林輝 （悉尼）       |                     |            |
| 1993 | 区颖思 （墨尔本）   | 李菁玉 （布里斯班） | 彭洁 （悉尼）       |            |
| 1995 | 馬小靈 （悉尼）     |                     |                     |            |
| 1997 | 張媚音 （悉尼）     |                     |                     |            |
| 1998 | 張嘉倩 （悉尼）     |                     |                     |            |
| 1999 | 王萌萌 （悉尼）     |                     |                     |            |
| 2000 | 成潔 （墨爾本）     | 張萌 （悉尼）       | 林佩兰 （布里斯班） |            |
| 2001 | 保采芬 （墨爾本）   | 梁珊妮 （悉尼）     | 陈育嬬 （布里斯班） |            |
| 2002 | 陳思羽 （墨爾本）   | 劉梓嬌 （悉尼）     | 張少涵 （布里斯班） |            |
| 2003 | 羅珮琪 （墨爾本）   | 汪鑫 （悉尼）       |                     |            |
| 2004 | 王鑽絲 （墨爾本）   | 王雲仙 （悉尼）     |                     |            |
| 2005 | 楊文琪 （墨尔本）   | 陳慧玲 （悉尼）     |                     |            |
| 2006 | 王蓓藝 （墨爾本）   | 車品孝 （悉尼）     |                     |            |
| 2007 | 江珏 （墨爾本）     | 宋熙年 （悉尼）     |                     |            |
| 2008 | 孟醇 （墨爾本）     | 韓曉丹 （悉尼）     |                     |            |
| 2009 | 朱世祺 （墨爾本）   | 王昕妍 （悉尼）     |                     |            |
| 2010 | 王美艷 （墨爾本）   | 陸曼 （悉尼）       |                     |            |
| 2012 | 文雅 （墨爾本）     | 馬穎杰 （墨爾本）   | 劉夢倩 （悉尼）     |            |
| 2013 | 蔡潔 （墨爾本）     | 劉夢涵 （悉尼）     |                     |            |
| 2014 | 張雅旻 （墨爾本）   | 戴婕菲 （悉尼）     |                     |            |
| 2015 | 葉靈夢竹 （墨爾本） | 蔡美霆 （悉尼）     |                     |            |
| 2016 | 陳海倫 （墨爾本）   | 欒添 （悉尼）       |                     |            |
| 2017 | 戎瑀 （墨爾本）     | 欣卉 （悉尼）       |                     |            |
| 2018 | 史孟冰 （墨爾本）   | 孟鈺 （悉尼）       |                     |            |
| 2019 | 謝曉穎 （墨爾本）   | 朱彥雙 （悉尼）     | 蔡麗欣 （布里斯班） |            |

## 大會司儀
| 年份       | 大會司儀                       | 表演嘉賓                               |
| 2011悉尼   | 安德尊                         | 高鈞賢、劉欣欣                         |
| 2011墨爾本 | 安德尊                         | 張帆、周昭成、陳柏穎                   |
| 2012悉尼   | 安德尊                         | 李家仁、李詩韻、王資平、呂雲昊、吳振匡 |
| 2012墨爾本 | 安德尊                         | 楊怡、袁帥、胡淮浪、Passion舞房        |
| 2013悉尼   | 陳智燊                         | 徐子珊、陳展鵬                         |
| 2013墨爾本 | 金剛、陳明恩                   | 甄澤權                                 |
| 2014       | 陳百祥、伍家怡、鄭芷晴、王貽興 | 李龍基、大AL、威利                     |
| 2015       | 陸浩明、林盛斌                 | 黃浩然、肥媽                           |
| 2016       | 陳百祥、林盛斌、蔡美霆         | 陳松伶、狄易達、李安                   |
| 2017       | 蔡美霆、郭田葰                 | 狄以達、朱咪咪                         |

## 相關
- 國際中華小姐競選

## 外部連結
- 2011悉尼華裔小姐競選 （页面存档备份，存于）
- 2011墨爾本華裔小姐競選[]
- 2012悉尼華裔小姐競選 （页面存档备份，存于）
- 2012墨爾本華裔小姐競選 （页面存档备份，存于）
- 2013悉尼華裔小姐競選 （页面存档备份，存于）
- 2013墨爾本華裔小姐競選 （页面存档备份，存于）
- 2014澳洲華裔小姐競選 （页面存档备份，存于）
- 2015澳洲華裔小姐競選 （页面存档备份，存于）
- 2016澳洲華裔小姐競選 （页面存档备份，存于）
- 2017澳洲華裔小姐競選 （页面存档备份，存于）